# Phytocoris venustus
Phytocoris venustus är en insektsart som beskrevs av Knight 1923. Phytocoris venustus ingår i släktet Phytocoris och familjen ängsskinnbaggar. Inga underarter finns listade i Catalogue of Life.